# Kristine Scharaschidse

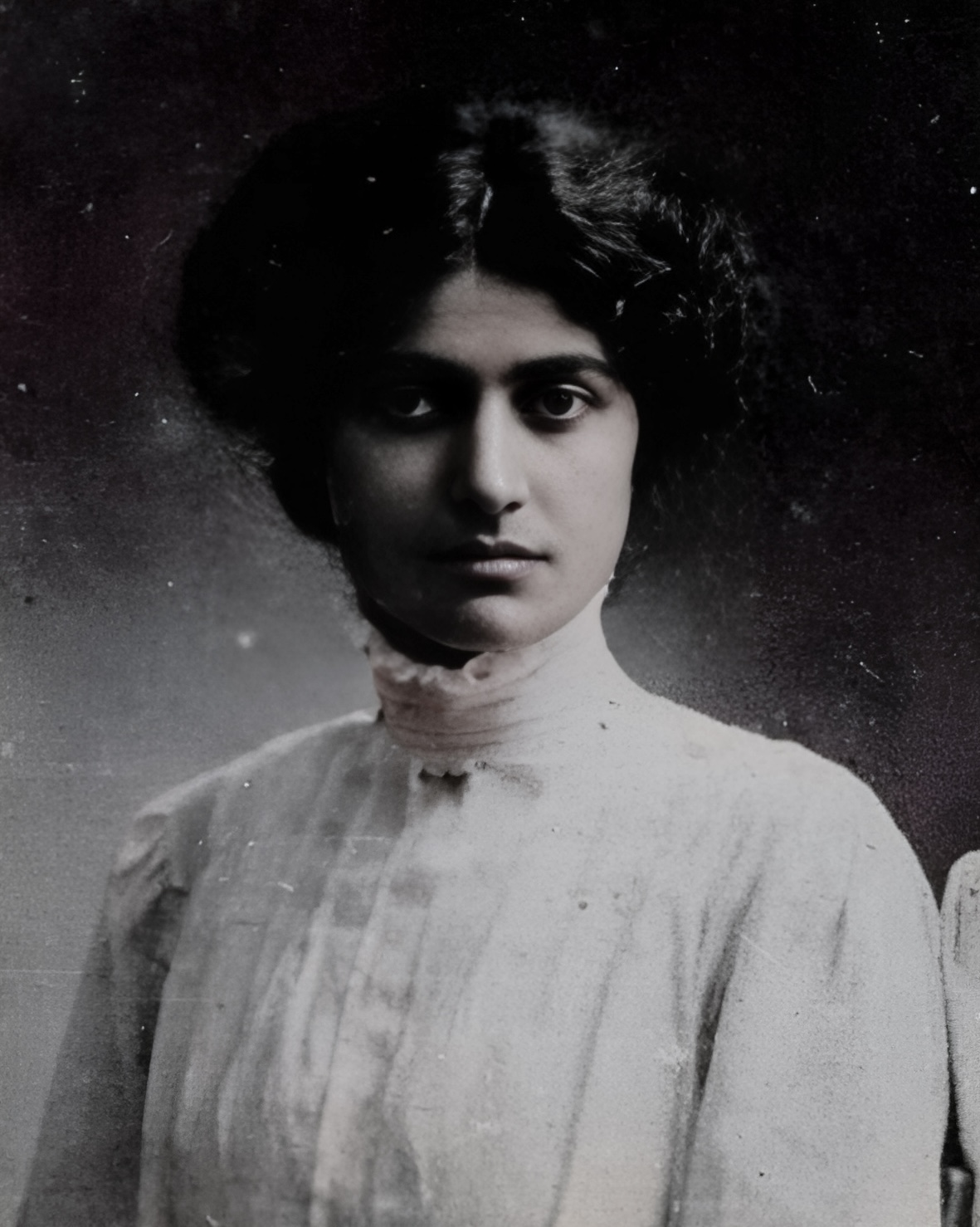
Kristine Scharaschidse (1921)

Kristine Scharaschidse (georgisch ქრისტინე შარაშიძე, * 1889 in Bachwi, heutige Munizipalität Osurgeti; † 10. November 1973 in Tiflis) war eine georgische Politikerin und Pädagogin.

## Biografie
Von 1899 bis 1904 besuchte sie das Sankt Nino Frauengymnasium in Kutaissi, von dem sie wegen ihrer Teilnahme an der revolutionären Studentenbewegung ausgeschlossen wurde. Während der Russischen Revolution 1905 arbeitete sie mit der Presse zusammen und war in medizinischen „fliegenden Einsatzkommandos“ tätig, um den Verletzten der armenisch-tatarischen Zusammenstöße in Tiflis zu helfen. Mit 18 Jahren trat sie der Sozialdemokratischen Partei bei. Sie arbeitete 1907 als Lehrerin an einem privaten Gymnasium in Kutaissi und war von 1910 bis 1911 Mitglied des Verwaltungsrates der öffentlichen Universität von Kutaissi. Sie wurde Mitglied der Redaktion der Kinderzeitschrift „Jejili“, Mitglied des Vorstands der Gesellschaft zur Förderung der Alphabetisierung unter Georgiern und Mitglied der Gründungsgesellschaft der Universität Tiflis (TSU).
1919 war Scharaschidse eine von fünf Frauen, die die Wahlen der Parlamentarier zur verfassunggebenden Versammlung der Demokratischen Republik Georgiens gewannen. Sie wurde Sekretärin des Präsidiums der Versammlung und war von 1919 bis 1921 Mitglied der Bibliotheks-, Redaktions- und öffentlichen Bildungskommissionen.
Nach der Besetzung Georgiens durch Sowjetrussland beteiligte Scharaschidse sich an der Widerstandsbewegung. Sie war Mitglied des Frauenausschusses der Sozialdemokratischen Arbeiterpartei Georgiens, dessen Ziel es war, den Familien politischer Gefangener zu helfen. Scharaschidse wurde mehrmals verhaftet, darunter im August 1921 in Osurgeti und im Februar 1922 wurde sie für vier Monate im Metechi-Gefängnis in Tiflis inhaftiert. Danach zog sie sich aus der aktiven politischen Tätigkeit zurück.
Sie war von 1917 bis 1931 Mitarbeiterin des Historisch-Ethnographischen Museums. Von 1934 bis 1935 war sie Bibliothekarin an der TSU. Von 1940 bis 1964 arbeitete sie in der Georgischen Nationalen Akademie der Wissenschaften und im Georgischen Nationalen Handschriftenzentrum, wo sie mehrere Handschriften studierte und Monographien über die Geschichte Südgeorgiens veröffentlichte.